# Джеффрис, Джаред
Джаред Скотт Картер Джеффрис (англ. Jared Scott Carter Jeffries; родился 25 ноября 1981, Блумингтон, Индиана) — американский профессиональный баскетболист, в настоящее время свободный агент. Он играет на позициях тяжёлого форварда и центрового. Джеффрис два года проучился в Индианском университете в Блумингтоне, был выбран на драфте НБА 2002 года под 11-м номером командой «Вашингтон Уизардс».

## Старшая школа и университет
Джаред Джеффрис учился в старшей школе Блумингтон Норт, играл за школьную баскетбольную команду. В 2000 году он был признан лучшим баскетболистом штата Индиана и лучшим игроком школьного чемпионата по версии Gatorade, а также включён в сборную лучших игроков по версии McDonald's. После школы он всерьёз рассматривал возможность сразу же уйти в профессиональный баскетбол, но всё же решил пойти в колледж.
Он два года проучился в Индианском университете в Блумингтоне, выступал за университетскую баскетбольную команду. В сезоне 2000-01 он сыграл 34 игры в студенческом чемпионате, набирал 13,8 очков и делал 6,9 подборов в среднем за игру. По итогам сезона он был признан лучшим новичком конференции Big Ten, вошёл в вторую символическую сборную конференции и в первую сборную новичков студенческого чемпионата по версии Sporting News.
В 2002 году Джеффрис помог университетской команде дойти до финала национального чемпионата, в которой она уступила Мэрилендскому университету. В сезоне он сыграл 36 игр, набирал в среднем за игру 15 очков и делал 7,6 подборов. В 2002 году Джеффрис был удостоен звания самого ценного игрока конференции Big Ten, вошёл во вторую символическую сборную лучших игроков среди студентов по версиям Associated Press, USBWA и NABC и третью сборную по версии Sporting News. Также он был в числе кандидатов на получение приза Нейсмита и звания игрока года по версии журналистов.

## Карьера в НБА
После второго курса Джеффрис выставил свою кандидатуру на драфт НБА и был выбран под 11-м номером командой «Вашингтон Уизардс». В составе «Уизардс» он провёл четыре сезона, за которые сыграл 256 игр, набирал в среднем 6,1 очко и делал 4,8 подборов. 6 августа 2006 года ставший свободным агентом Джеффрис подписал долгосрочный контракт с клубом «Нью-Йорк Никс».
18 февраля 2010 года Джеффрис перешёл в «Хьюстон Рокетс» в результате трёхстороннего обмена. Вместе с ним в Хьюстон отправились одноклубник Джордан Хилл, а также Хилтон Армстронг и Кевин Мартин из «Сакраменто Кингз», «Никс» получили Трэйси Макгрэди и Серхио Родригеса, а «Кингз» — защитника Ларри Хьюза из «Нью-Йорка» и форвардов Карла Лэндри и Джоуи Дорси из «Хьюстона». 25 февраля 2011 года Джеффрис был отчислен из состава «Рокетс» и 1 марта вернулся в «Нью-Йорк Никс». В декабре 2011 года, ставший свободным агентом, Джеффрис подписал с «Никс» контракт до конца сезона 2011-12.
16 июля 2012 года Джаред вместе с Даном Гадзуричем, правами на Костаса Папаниколау и Георгиоса Принтезиса и драфт-пик второго раунда были обменяны в «Портленд Трэйл Блэйзерс» на Рэймонда Фелтона и Курта Томаса. 18 марта 2013 года Джеффрис был отчислен из команды.

## Статистика

### Статистика в НБА
| Сезон                                                                                    | Команда   | Регулярный сезон | Регулярный сезон | Регулярный сезон | Регулярный сезон | Регулярный сезон | Регулярный сезон | Регулярный сезон | Регулярный сезон | Регулярный сезон | Регулярный сезон | Регулярный сезон | Серия плей-офф | Серия плей-офф | Серия плей-офф | Серия плей-офф | Серия плей-офф | Серия плей-офф | Серия плей-офф | Серия плей-офф | Серия плей-офф | Серия плей-офф | Серия плей-офф |
| Сезон                                                                                    | Команда   | GP               | GS               | MPG              | FG%              | 3P%              | FT%              | RPG              | APG              | SPG              | BPG              | PPG              | GP             | GS             | MPG            | FG%            | 3P%            | FT%            | RPG            | APG            | SPG            | BPG            | PPG            |
| ---------------------------------------------------------------------------------------- | --------- | ---------------- | ---------------- | ---------------- | ---------------- | ---------------- | ---------------- | ---------------- | ---------------- | ---------------- | ---------------- | ---------------- | -------------- | -------------- | -------------- | -------------- | -------------- | -------------- | -------------- | -------------- | -------------- | -------------- | -------------- |
| 2002/03                                                                                  | Вашингтон | 20               | 1                | 14,6             | 47,6             | 50,0             | 55,2             | 2,9              | 0,8              | 0,4              | 0,3              | 4,0              | Не участвовал  | Не участвовал  | Не участвовал  | Не участвовал  | Не участвовал  | Не участвовал  | Не участвовал  | Не участвовал  | Не участвовал  | Не участвовал  | Не участвовал  |
| 2003/04                                                                                  | Вашингтон | 82               | 38               | 23,3             | 37,7             | 16,7             | 61,4             | 5,2              | 1,1              | 0,6              | 0,3              | 5,7              | Не участвовал  | Не участвовал  | Не участвовал  | Не участвовал  | Не участвовал  | Не участвовал  | Не участвовал  | Не участвовал  | Не участвовал  | Не участвовал  | Не участвовал  |
| 2004/05                                                                                  | Вашингтон | 77               | 71               | 26,1             | 46,8             | 31,4             | 58,4             | 4,9              | 2,0              | 0,9              | 0,5              | 6,8              | 10             | 10             | 24,6           | 49,0           | 50,0           | 76,5           | 4,1            | 1,8            | 0,9            | 0,9            | 6,4            |
| 2005/06                                                                                  | Вашингтон | 77               | 77               | 25,3             | 45,1             | 32,0             | 58,9             | 4,9              | 1,9              | 0,8              | 0,6              | 6,4              | 6              | 6              | 35,8           | 39,5           | 14,3           | 76,5           | 6,2            | 1,5            | 0,2            | 1,2            | 8,0            |
| 2006/07                                                                                  | Нью-Йорк  | 55               | 43               | 23,8             | 46,1             | 10,0             | 45,6             | 4,3              | 1,2              | 0,8              | 0,5              | 4,1              | Не участвовал  | Не участвовал  | Не участвовал  | Не участвовал  | Не участвовал  | Не участвовал  | Не участвовал  | Не участвовал  | Не участвовал  | Не участвовал  | Не участвовал  |
| 2007/08                                                                                  | Нью-Йорк  | 73               | 19               | 18,1             | 40,0             | 16,0             | 52,7             | 3,3              | 0,9              | 0,5              | 0,3              | 3,7              | Не участвовал  | Не участвовал  | Не участвовал  | Не участвовал  | Не участвовал  | Не участвовал  | Не участвовал  | Не участвовал  | Не участвовал  | Не участвовал  | Не участвовал  |
| 2008/09                                                                                  | Нью-Йорк  | 56               | 36               | 23,4             | 44,0             | 8,3              | 61,1             | 4,1              | 1,4              | 0,8              | 0,6              | 5,3              | Не участвовал  | Не участвовал  | Не участвовал  | Не участвовал  | Не участвовал  | Не участвовал  | Не участвовал  | Не участвовал  | Не участвовал  | Не участвовал  | Не участвовал  |
| 2009/10                                                                                  | Нью-Йорк  | 52               | 37               | 28,1             | 44,3             | 32,3             | 64,5             | 4,3              | 1,6              | 1,0              | 1,1              | 5,5              | Не участвовал  | Не участвовал  | Не участвовал  | Не участвовал  | Не участвовал  | Не участвовал  | Не участвовал  | Не участвовал  | Не участвовал  | Не участвовал  | Не участвовал  |
| 2009/10                                                                                  | Хьюстон   | 18               | 0                | 18,4             | 42,9             | 11,1             | 55,6             | 3,6              | 1,0              | 0,5              | 0,7              | 4,9              | Не участвовал  | Не участвовал  | Не участвовал  | Не участвовал  | Не участвовал  | Не участвовал  | Не участвовал  | Не участвовал  | Не участвовал  | Не участвовал  | Не участвовал  |
| 2010/11                                                                                  | Хьюстон   | 18               | 0                | 7,7              | 30,6             | 16,7             | 40,0             | 1,9              | 0,6              | 0,4              | 0,2              | 1,5              | Не участвовал  | Не участвовал  | Не участвовал  | Не участвовал  | Не участвовал  | Не участвовал  | Не участвовал  | Не участвовал  | Не участвовал  | Не участвовал  | Не участвовал  |
| 2010/11                                                                                  | Нью-Йорк  | 24               | 9                | 19,3             | 38,0             | 33,3             | 42,1             | 3,4              | 1,0              | 1,0              | 0,6              | 2,0              | 4              | 0              | 21,2           | 47,8           | -              | 75,0           | 5,0            | 0,3            | 0,8            | 1,8            | 6,3            |
| 2011/12                                                                                  | Нью-Йорк  | 39               | 4                | 18,7             | 41,0             | 18,8             | 68,1             | 3,9              | 0,7              | 0,7              | 0,6              | 4,4              | 5              | 0              | 6,7            | 16,7           | -              | -              | 2,4            | 0,0            | 0,2            | 0,0            | 0,4            |
| 2012/13                                                                                  | Портленд  | 38               | 0                | 9,2              | 29,6             | 0,0              | 52,2             | 1,6              | 0,4              | 0,2              | 0,2              | 1,2              | Не участвовал  | Не участвовал  | Не участвовал  | Не участвовал  | Не участвовал  | Не участвовал  | Не участвовал  | Не участвовал  | Не участвовал  | Не участвовал  | Не участвовал  |
|                                                                                          | Всего     | 629              | 335              | 21,6             | 42,6             | 25,0             | 58,3             | 4,1              | 1,3              | 0,7              | 0,5              | 4,8              | 25             | 16             | 23,2           | 43,8           | 30,8           | 76,3           | 4,4            | 1,1            | 0,6            | 0,9            | 5,6            |
| Наведите курсор мыши на аббревиатуры в заголовке таблицы, чтобы прочесть их расшифровку. |           |                  |                  |                  |                  |                  |                  |                  |                  |                  |                  |                  |                |                |                |                |                |                |                |                |                |                |                |

### Статистика в NCAA
| Сезон | Команда | Conf    | Class | GP | GS | MPG  | FG%  | 3P%  | FT%  | RPG | APG | SPG | BPG | PPG  |
| --- | ------- | ------- | ----- | -- | -- | ---- | ---- | ---- | ---- | --- | --- | --- | --- | ---- |
| 2000/01 | Индиана | Big Ten | FR    | 34 | 34 | 32,6 | 44,2 | 24,5 | 62,0 | 6,9 | 2,4 | 0,9 | 1,2 | 13,8 |
| 2001/02 | Индиана | Big Ten | SO    | 36 | 36 | 32,6 | 45,7 | 38,0 | 66,7 | 7,6 | 2,1 | 1,5 | 1,3 | 15,0 |
| Всего | Всего   | Всего   | Всего | 70 | 70 | 32,6 | 45,0 | 32,5 | 64,3 | 7,2 | 2,2 | 1,2 | 1,3 | 14,4 |
| Наведите курсор мыши на аббревиатуры в заголовке таблицы, чтобы прочесть их расшифровку Статистика приведена с сайта sports-reference.com |         |         |       |    |    |      |      |      |      |     |     |     |     |      |